# Chris Cleave
Chris Cleave, född 1973, är en brittisk författare och journalist. Hans andra roman, Little Bee (2012), om en nigeriansk flykting i Storbritannien, finns utgiven på svenska. 2013 utkom även hans Guld om två tävlingscyklister. Inför författandet av romanen började han träningscykla 22 timmar i veckan, för att sätta sig in i sporten tillräckligt väl.

### Utgivet på svenska
- Little Bee (2012, eng. The Other Hand, 2008), översättning Ulla Danielsson
- Guld (2013, eng. Gold, 2012), Ulla Danielsson

### Utgivet enbart på engelska
- Incendiary  (2005)